# Antiche unità di misura del circondario di Livorno

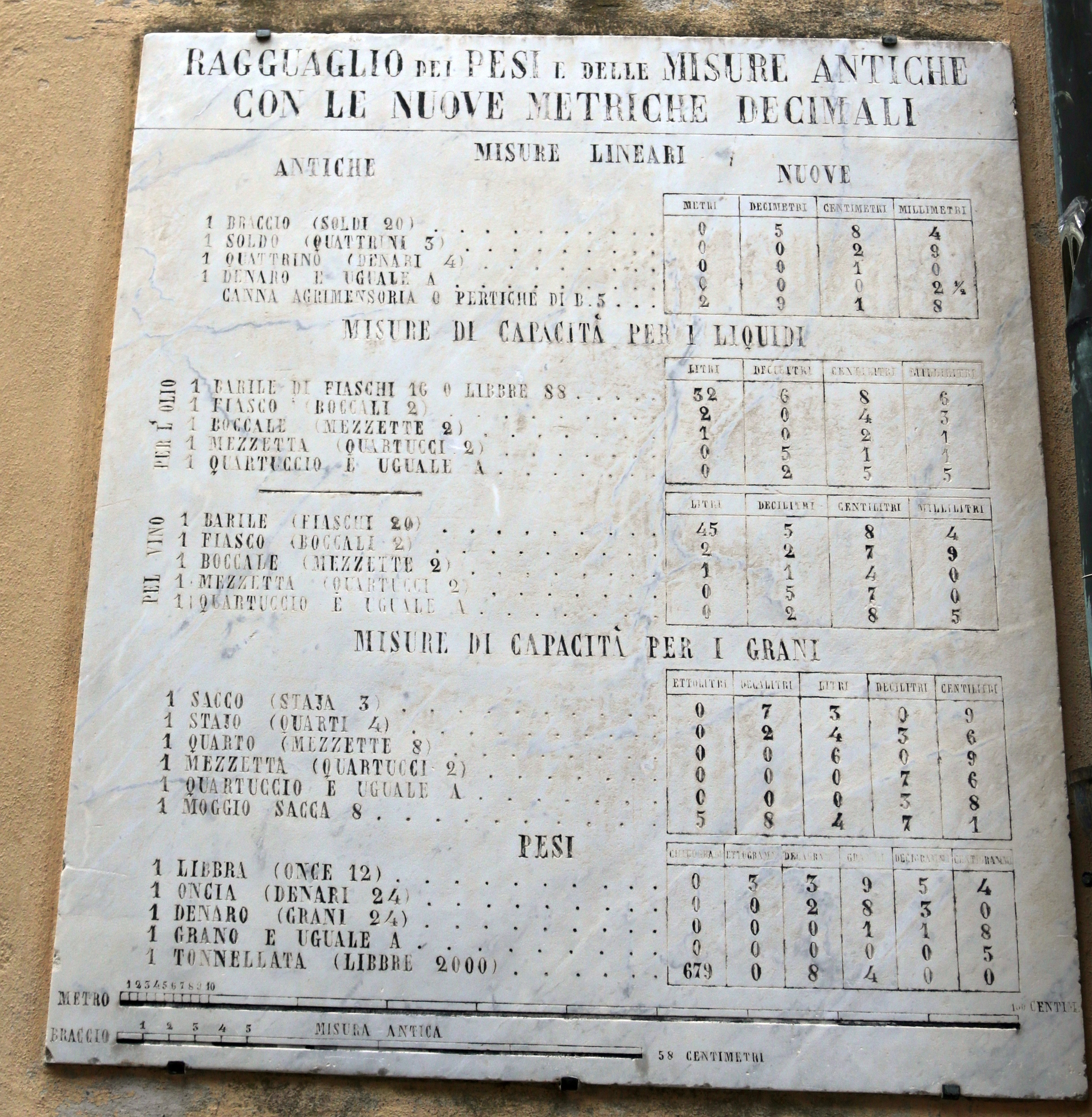
Ragguaglio dei pesi e delle misure antiche con le nuove metriche decimale (Campiglia Marittima)

Sono qui riportate le conversioni tra le antiche unità di misura in uso nel circondario di Livorno e il sistema metrico decimale, così come stabilite ufficialmente nel 1877.
Nonostante l'apparente precisione nelle tavole, in molti casi è necessario considerare che i campioni utilizzati (anche per le tavole di epoca napoleonica) erano di fattura approssimativa o discordanti tra loro.
A causa del metodo inappropriato utilizzato nelle province toscane nel 1808 e a causa dell'impossibilità di reperire tutti i campioni originali, nel 1877 venne stabilito di utilizzare per le unità toscane i valori del 1808 però in forma approssimata.

## Misure di lunghezza
| Comuni  | Denominazione      | Valore | Unità |
| ------- | ------------------ | ------ | ----- |
| Livorno | Braccio fiorentino | 0,5836 | m     |
| Livorno | Passetto           | 1,1673 | m     |
| Livorno | Canna agrimensoria | 2,9181 | m     |
| Livorno | Canna da tessitori | 2,3345 | m     |

Il braccio si divide in 20 soldi, il soldo in 12 denari, il denaro in 12 punti.
Il passetto, misura di stoffe, è uguale a 2 braccia.
La canna agrimensoria, base delia misura dei terreni, è eguale a 5 braccia.
La canna da tessitori è di 4 braccia e dicesi anche canna mercantile.

## Misure di superficie
| Comuni  | Denominazione    | Valore  | Unità |
| ------- | ---------------- | ------- | ----- |
| Livorno | Quadrato         | 3406,19 | m²    |
| Livorno | Braccio quadrato | 0,3406  | m²    |
| Livorno | Pertica          | 8,5155  | m²    |

Il quadrato, misura agraria, si divide in 10 tavole, la tavola in 10 pertiche, la pertica in 10 deche, la deca in 10 braccia quadrate.
La pertica, misura agraria, è di 25 braccia quadrate.
66 pertiche fanno lo stioro.
594 pertiche, ossia 9 stiora fanno la saccata in piano.
10 stiora, ossia 660 pertiche fanno la saccata in monte.
La saccata si divide in 3 staiate.

## Misure di volume
| Comuni  | Denominazione | Valore | Unità |
| ------- | ------------- | ------ | ----- |
| Livorno | Traino        | 397,6  | L     |
| Livorno | Braccio cubo  | 198,8  | L     |
| Livorno | Catasta       | 4771,1 | L     |

Il traino, misura da legname da costruzione, è di 2 braccia cube.
Il braccio cubo si divide in 6 braccioli o braccia di traino, il bracciolo in 12 once di traino, l'oncia di traino in soldi cubi 111 1/9, il soldo cubo in 27 quattrini cubi, il quattrino cubo in 16 denari cubi.
La catasta, misura per la legna da fuoco, è di 24 braccia cube, e si divide in metà, terzi, quarti, ecc.
La catasta è rappresentata da un parallelepipedo rettangolo avente 6 braccia di lunghezza, 1 1/2 di larghezza e di altezza.

## Misure di capacità per gli aridi
| Comuni  | Denominazione | Valore  | Unità |
| ------- | ------------- | ------- | ----- |
| Livorno | Sacco         | 73,0886 | L     |
| Livorno | Staio         | 24,3629 | L     |
| Livorno | Quartuccio    | 0,3807  | L     |

Il sacco si divide in 3 staia, lo staio in 2 mine, la mina in 2 quarti, il quarto in 8 mezzette, la mezzetta in 2 quartucci.
8 sacchi fanno il moggio.

## Misure di capacità per i liquidi
| Comuni  | Denominazione      | Valore  | Unità |
| ------- | ------------------ | ------- | ----- |
| Livorno | Barile da vino     | 45,5840 | L     |
| Livorno | Fiasco da vino     | 2,2792  | L     |
| Livorno | Quartuccio da vino | 0,2849  | L     |
| Livorno | Barile da olio     | 33,4289 | L     |
| Livorno | Fiasco da olio     | 2,0893  | L     |
| Livorno | Quartuccio da olio | 0,2612  | L     |

Il barile da vino si divide in 20 fiaschi, il fiasco in 4 mezzette, la mezzetta in 4 quartucci.
2 barili fanno una soma. 2 mezzette fanno un boccale.
Il barile da olio si divide in 16 fiaschi, il fiasco in 4 mezzette, la mezzetta in 4 quartucci.
2 barili fanno una soma.
Ordinariamente il barile da vino si calcola di libbre 133 1/3, pari a chilogrammi 45,272267, ed il barile da olio di libbre 88 pari a chilogrammi 29,879696.

## Pesi
| Comuni  | Denominazione | Valore | Unità |
| ------- | ------------- | ------ | ----- |
| Livorno | Libbra        | 339,5  | g     |

La libbra si divide in 12 once, l'oncia in 8 dramme, la dramma in 3 denari, il denaro in 24 grani, il grano in 48 quarantottesimi.
100 libbre fanno un quintale.
150 libbre fanno il cantaro comune.
160 libbre fanno il cantaro per lana e salumi.
1000 libbre fanno il migliaio.
2000 libbre fanno la tonnellata.
Il carato di 4 grani è peso speciale dei gioiellieri.